# Mistrzostwa Europy w Lekkoatletyce 2012 – siedmiobój kobiet
Siedmiobój kobiet – jedna z konkurencji rozegranych podczas lekkoatletycznych mistrzostw Europy w Helsinkach.
Wyniki rywalizacji wieloboistów zaliczane były do cyklu IAAF Combined Events Challenge w sezonie 2012.
Siedmioboistki rywalizowały 29 i 30 czerwca. 
Zdobywczyni srebra, Ludmyła Josypenko, została pozbawiona medalu na skutek dyskwalifikacji za doping.

## Rezultaty

### Klasyfikacja końcowa

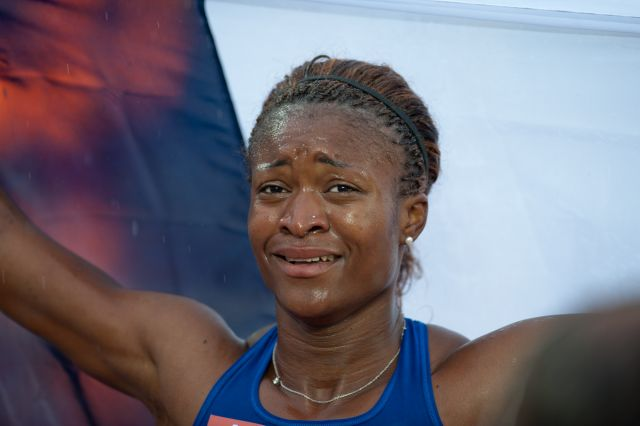
Mistrzyni Europy Antoinette Nana Djimou

| Poz. | Zawodniczka            | Reprezentacja | Punkty | Uwagi |
| ---- | ---------------------- | ------------- | ------ | ----- |
|      | Antoinette Nana Djimou | Francja       | 6544   | PB    |
|      | Laura Ikauniece        | Łotwa         | 6335   | PB    |
|      | Aiga Grabuste          | Łotwa         | 6325   |       |
| 4    | Jekatierina Bolszowa   | Rosja         | 6298   |       |
| 5    | Jessica Samuelsson     | Szwecja       | 6262   | PB    |
| 6    | Claudia Rath           | Niemcy        | 6210   | PB    |
| 7    | Eliška Klučinová       | Czechy        | 6151   |       |
| 8    | Ida Marcussen          | Norwegia      | 6073   | SB    |
| 9    | Blandine Maisonnier    | Francja       | 6009   |       |
| 10   | Carolin Schäfer        | Niemcy        | 6003   |       |
| 11   | Remona Fransen         | Holandia      | 5964   |       |
| 12   | Alina Fiodorowa        | Ukraina       | 5959   |       |
| 13   | Györgyi Farkas         | Węgry         | 5874   |       |
| 14   | Niina Kelo             | Finlandia     | 5692   |       |
|      | Grit Šadeiko           | Estonia       | DNF    |       |
|      | Jana Pantelejewa       | Rosja         | DNF    |       |
|      | Sofía Ifadídou         | Grecja        | DNF    |       |
|      | Sara Aerts             | Belgia        | DNF    |       |
|      | Ludmyła Josypenko      | Ukraina       | DSQ    |       |